# Галкин, Пётр Васильевич
Пётр Васильевич Га́лкин (26 июня 1917, Мариинский Посад — 8 мая 1989, Москва) — советский военачальник, контр-адмирал (25 мая 1959), кандидат военно-морских наук Участник Великой Отечественной войны (1941—1945). Начальник центрального узла связи Военно-Морского Флота (1962—1974).

## Биография
Родился 26 июня 1917 года в крестьянской семье в деревне Новинская (с 1966 года вошла в состав городской черты Мариинского Посада) Чебоксарского уезда Казанской губернии (ныне в Чувашии), в 1931 году окончил школу второй ступени. Работал в Новинском колхозе, плавал кочегаром на пароходе «Кооператор» Средне-Волжского пароходства, работал на бондарном заводе, находившемся на окраине родной деревни.
- 1934 — по комсомольской путевке поступил в Военно-морское училище связи имени Г. К. Орджоникидзе (Ленинград).
- 1938 — в звании лейтенанта начал военную службу в Екатерининской гавани на Северном флоте помощником флагманского связиста бригады подводных лодок.
- 1939 — участвовал в обеспечении радиосвязи с самолетом советского летчика В. К. Коккинаки, совершавшего перелет из Москвы через Северную Атлантику в США.
- 1941—1945 — в годы Великой Отечественной войны служил начальником радиослужбы военно-морской базы, заместителем начальника отдела связи Беломорской военной флотилии. В должности начальника связи Карской ВМБ ходил в море, обеспечивая прохождение наших транспортных конвоев.
- 1956—1962 — Начальник отдела связи Северного флота (с марта 1961 — начальник отдела связи и наблюдения).
- 25 мая 1959 года — Совет Министров СССР своим постановлением присвоил ему воинское звание — контр-адмирал.
- 1962—1974 — Начальник центрального узла связи Военно-Морского Флота.[3]
- 1974 год — вышел ушел в отставку по болезни, с правом ношения военной формы одежды. Супруга — Александра Степановна, четверо детей — дочери Татьяна и Галина (медицинские работники), сыновья Евгений (капитан 2-го ранга) и Юрий (полковник в Генеральном штабе).[2]

Умер 8 мая 1989 года в Москве, похоронен на Химкинском кладбище.

## Награды
- Орден Красного Знамени[2]
- Орден Отечественной войны I степени
- Орден Отечественной войны II степени
- Орден Трудового Красного Знамени
- два Ордена Красной Звезды
- медали